# Ángel Cabrera Batista
Ángel Cabrera Batista el Rubio (Arucas, 1946 - 24 de febrer de 2005) fou un delinqüent canari, famós per la seva implicació en el segrest i assassinat d'Eufemiano Fuentes Díaz el 1976.
Pertanyia a una família humil. L'octubre de 1976 el seu nom aparegué com a implicat en el segrest i assassinat de l'empresari canari Eufemiano Fuentes Díaz. Malgrat el fort setge policial, aconseguí escapar de la zona. El seu pare, Juan Cabrera García i el seu germà, José Juan Cabrera Batista, van ser condemnats al juny de 1980 a 8 i 6 anys de presó per la presumpta col·laboració prestada en el segrest. Una germana seva fou violada a la comissaria per un policia. Un altre germà, Roberto Victoriano Cabrera Batista, caporal de l'exèrcit, fou acusat de complicitat en el robatori d'armes efectuat en la nit del 21 al 22 de març de 1976 en la caserna d'Artilleria. Absolt el 1980, després de sortir en llibertat, va desaparèixer en estranyes circumstàncies el 1983.
El Rubio va aconseguir marxar de les Illes Canàries i s'amagà a Algèria, on va rebre un cert suport del MPAIAC, i a diversos països d'Europa i Àfrica. Posteriorment es distanciaria d'Antonio Cubillo. L'agost de 1989 s'entregà voluntàriament al Jutjat de Guàrdia de Las Palmas, aconvertí la seva detenció en un acte de suport a l'independentisme canari i comparà la seva situació a la de Nelson Mandela. L'octubre de 1990 l'Audiència Provincial de Las Palmas el va condemnar a 12 anys de presó per l'assassinat de l'empresari canari. Internat a la presó d'El Salto del Negro, el 1991 la Sala Segona del Tribunal Suprem d'Espanya va augmentar la pena a 34 anys de presó. En febrer de 2005 fou excarcerat per patir una malaltia terminal i morí uns dies més tard al seu municipi d'origen.

## Per a llegir més
- Charo Orgaz Botejara El Rubio. Silencio obligado Las Palmas de Gran Canaria : Anroart, 2005 ISBN 84-934168-3-5